# Буллгед-Сіті
Буллгед-Сіті (англ. Bullhead City) — місто (англ. city) в США, в окрузі Могаве штату Аризона. Населення — 41 348 осіб (2020).

## Географія
Буллгед-Сіті розташований за координатами 35°7′47″ пн. ш. 114°33′40″ зх. д. / 35.12972° пн. ш. 114.56111° зх. д. (35.129773, -114.561149). За даними Бюро перепису населення США в 2010 році місто мало площу 155,85 км², з яких 153,80 км² — суходіл та 2,05 км² — водойми.

### Клімат
| Клімат : Буллгед-Сіті                                              | Клімат : Буллгед-Сіті | Клімат : Буллгед-Сіті | Клімат : Буллгед-Сіті | Клімат : Буллгед-Сіті | Клімат : Буллгед-Сіті | Клімат : Буллгед-Сіті | Клімат : Буллгед-Сіті | Клімат : Буллгед-Сіті | Клімат : Буллгед-Сіті | Клімат : Буллгед-Сіті | Клімат : Буллгед-Сіті | Клімат : Буллгед-Сіті | Клімат : Буллгед-Сіті |
| Показник                                                           | Січ.                  | Лют.                  | Бер.                  | Квіт.                 | Трав.                 | Черв.                 | Лип.                  | Серп.                 | Вер.                  | Жовт.                 | Лист.                 | Груд.                 | Рік                   |
| Абсолютний максимум, °C                                            | 28,3                  | 33,9                  | 38,3                  | 41,7                  | 47,8                  | 52,2                  | 51,1                  | 50,0                  | 47,2                  | 43,9                  | 35,0                  | 31,1                  | 52,2                  |
| Середній максимум, °C                                              | 18,8                  | 21,8                  | 26,1                  | 31,2                  | 36,6                  | 42,1                  | 44,4                  | 43,4                  | 39,8                  | 32,4                  | 24,1                  | 18,5                  | 31,6                  |
| Середній мінімум, °C                                               | 6,5                   | 7,7                   | 9,9                   | 13,5                  | 18,5                  | 22,8                  | 26,6                  | 26,4                  | 22,1                  | 15,5                  | 9,8                   | 6,1                   | 15,4                  |
| Абсолютний мінімум, °C                                             | −3,9                  | −2,2                  | −2,2                  | 4,4                   | 8,3                   | 10,0                  | 17,8                  | 15,6                  | 12,2                  | 2,8                   | −1,1                  | −4,4                  | −4,4                  |
| Норма опадів, мм                                                   | 26                    | 25                    | 21                    | 5                     | 2                     | 0                     | 9                     | 19                    | 9                     | 11                    | 10                    | 15                    | 152                   |
| ------------------------------------------------------------------ | --------------------- | --------------------- | --------------------- | --------------------- | --------------------- | --------------------- | --------------------- | --------------------- | --------------------- | --------------------- | --------------------- | --------------------- | --------------------- |
| Джерело: Western Regional Climate Center, 11/01/1977 to 01/13/2015 |                       |                       |                       |                       |                       |                       |                       |                       |                       |                       |                       |                       |                       |

## Демографія
Згідно з переписом 2010 року, у місті мешкало 39 540 осіб у 16 761 домогосподарстві у складі 10 512 родин. Густота населення становила 254 особи/км². Було 23464 помешкання (151/км²).
Расовий склад населення:
| - 81,9 % — білих - 1,4 % — азіатів - 1,3 % — чорних або афроамериканців - 1,1 % — корінних американців - 0,1 % — вихідців з тихоокеанських островів - 11,2 % — осіб інших рас |

До двох чи більше рас належало 3,0 %. Частка іспаномовних становила 23,7 % від усіх жителів.
За віковим діапазоном населення розподілялося таким чином: 19,6 % — особи молодші 18 років, 56,5 % — особи у віці 18—64 років, 23,9 % — особи у віці 65 років та старші. Медіана віку мешканця становила 48,2 року. На 100 осіб жіночої статі у місті припадало 97,7 чоловіків; на 100 жінок у віці від 18 років та старших — 95,7 чоловіків також старших 18 років.
Середній дохід на одне домашнє господарство становив 50 205 доларів США (медіана — 35 948), а середній дохід на одну сім'ю — 59 739 доларів (медіана — 44 346). Медіана доходів становила 35 131 долар для чоловіків та 27 170 доларів для жінок. За межею бідності перебувало 19,7 % осіб, у тому числі 31,7 % дітей у віці до 18 років та 6,8 % осіб у віці 65 років та старших.
Цивільне працевлаштоване населення становило 14 372 особи. Основні галузі зайнятості: мистецтво, розваги та відпочинок — 32,9 %, освіта, охорона здоров'я та соціальна допомога — 16,9 %, роздрібна торгівля — 13,9 %.

## Галерея

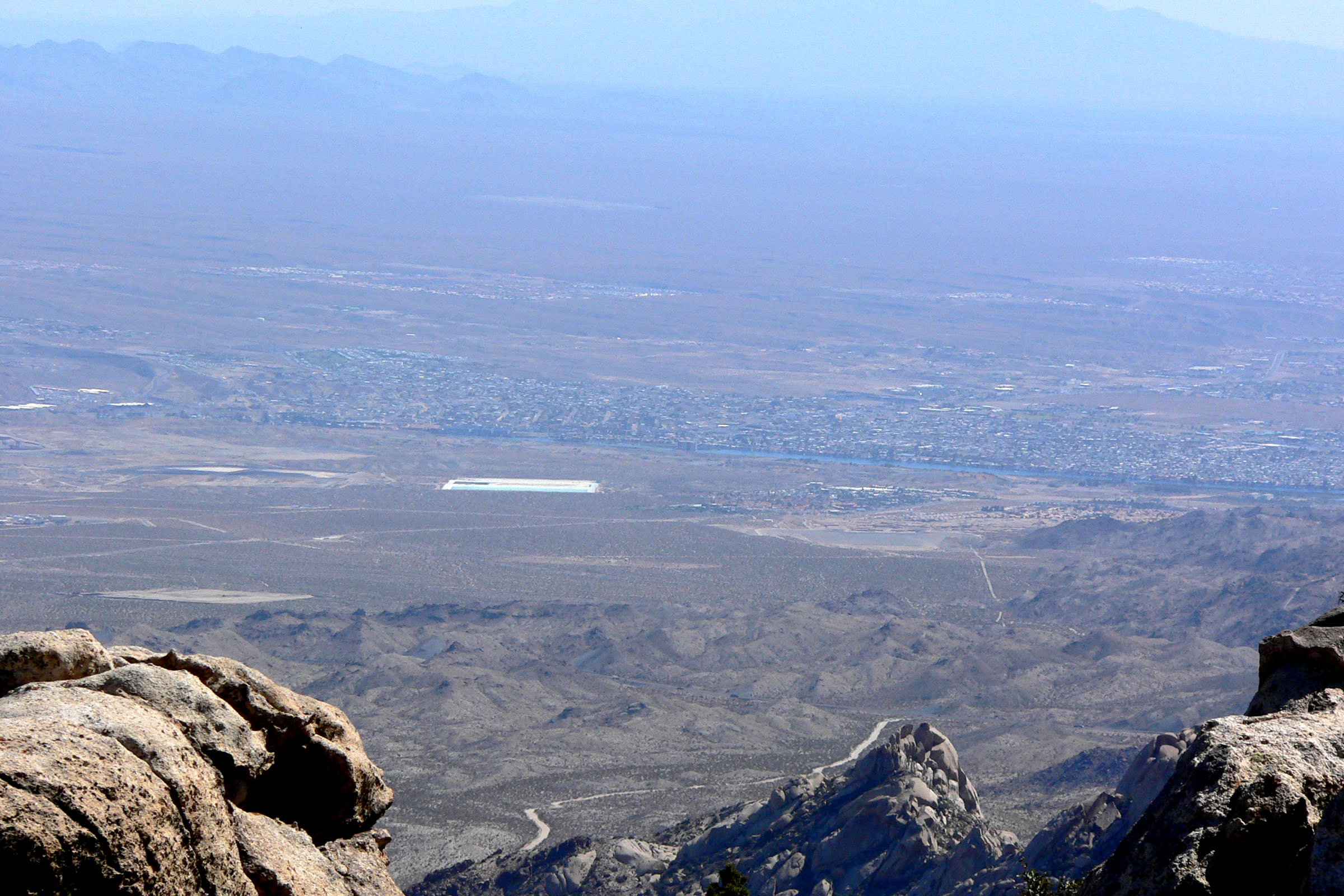
Вид на Буллгед-Сіті з гори Спіріт на півдні штату Невада
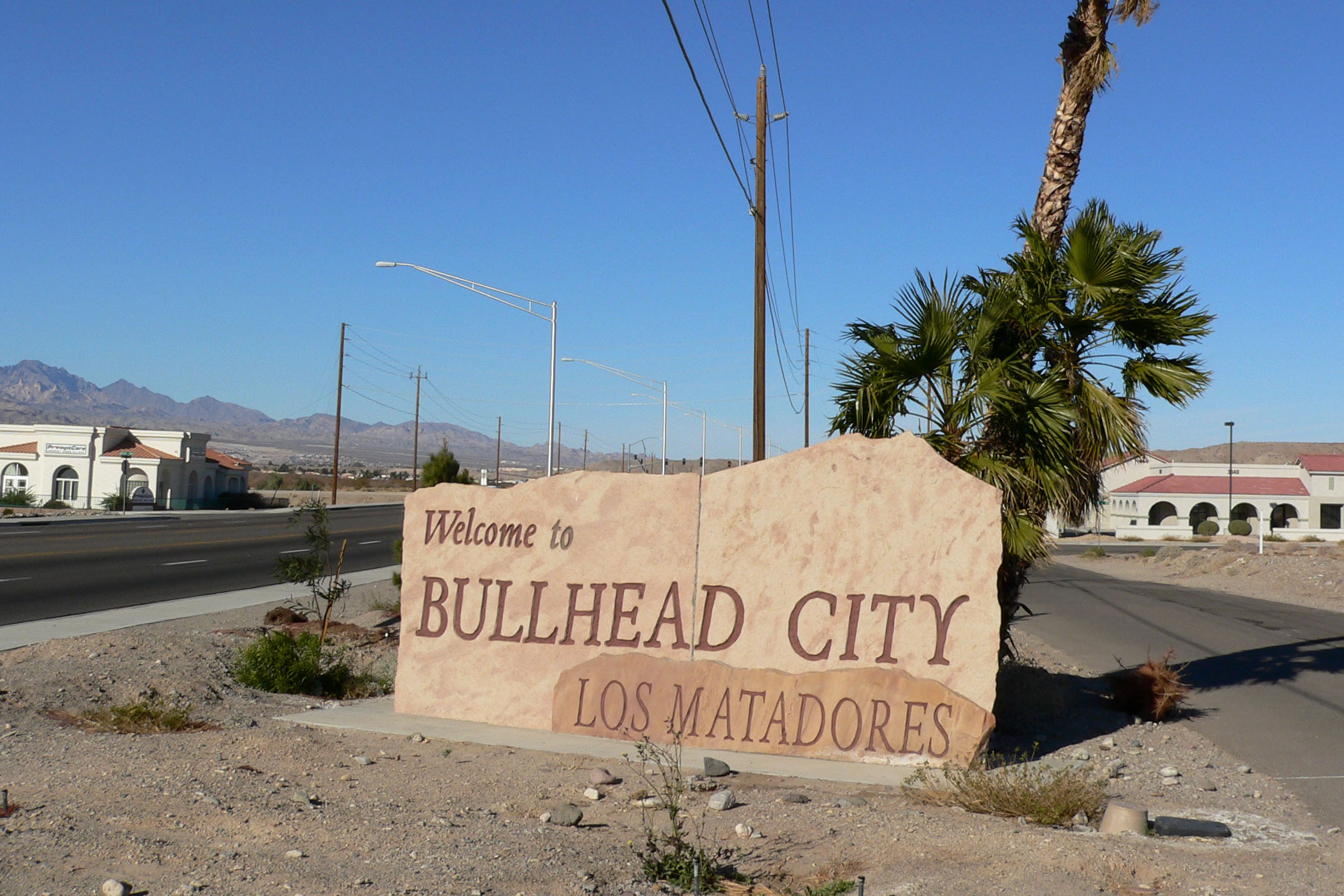
В'їзд до міста
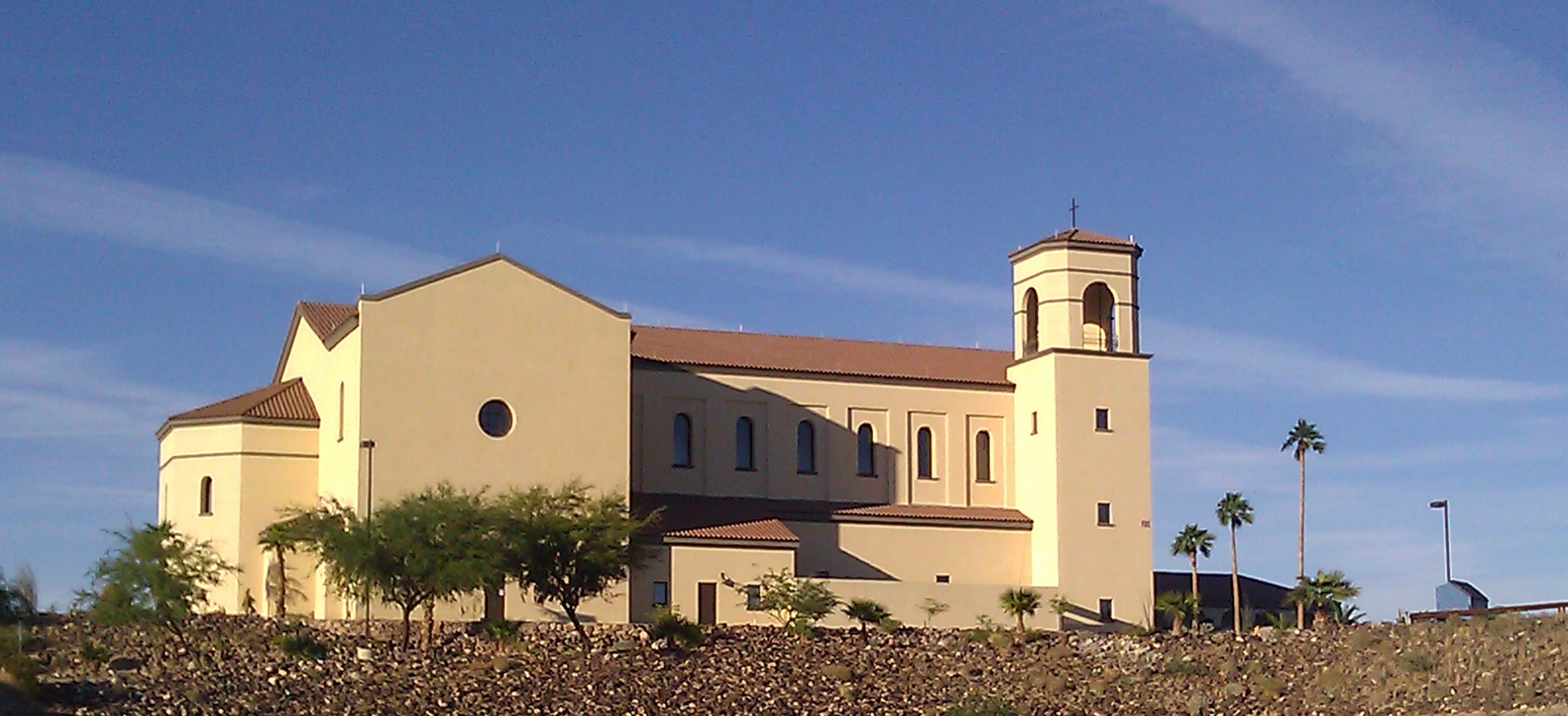
Видима на багато кілометрів, церква Святої Маргарити Марії в Буллгед-Сіті була завершена в 2011